# Агілера Мальта
Деметріо Агіле́ра Ма́льта (ісп. Demetrio Aguilera Malta; 24 квітня 1909, Гуаякіль — 28 грудня 1981, Мехіко) — еквадорський письменник і драматург, член гуаякільської групи, один із зачинателів літературного протесту в Латинській Америці.

## Творчість
Літературну діяльність розпочав у 1930-ті роки. Разом із Енріке Гіл Гілбертом і Хоакіном Галлегос Ларою 1930 року опублікував збірку оповіданнь з життя трудящих прибережної тропічної зони «Ті, хто йде». Його перу належать:
романи
- «Дон Гойо» (1933)[a];
- «Зона каналу» (1935)[b];
- «Незайманий острів» (1942)[c];
- «Хрест на Сьєррі-Маестрі» (1963);
- «Сім місяців та сім змій» (1970);
- «Викрадення генерала» (1973);
- «Реквієм для диявола» (1978);

п'єси
- «Іспанія вірна» (1938);
- «Білі зуби» (1955);
- «Тигр» (1956);
- «Чорне пекло» (1967).

Автор публіцистичної книги «Мадрид» (1939) присвяченої Громадянській війні в Іспанії 1936—1939 років.

## Виноски
1. ↑  Про життя пригноблених еквадорських метисів.
2. ↑  Один з перших антиімперіалістичних романів еквадорської літератури в якому описується панування американців у Панамі.
3. ↑  Про життя пригноблених еквадорських метисів.